# Lesenyi Ferenc
Lesenyi Ferenc (Geletnek, 1887. április 28. – Sopron, 1962. szeptember 6.) erdőmérnök, egyetemi tanár.

## Életpályája
Kolozsváron érettségizett. 1905–1909 között a selmecbányai Erdészeti Akadémia erdőmérnöki szakán volt hallgató. Ezután Selmecbánya környékén, majd 1911-től Kolozsváron gyakornok volt. 1912-ben a görgényszentimrei Állami Erdészethez helyezték át; 1912-ben államvizsgát tett, ezután kapott segéd-erdőmérnöki kinevezést 1913-ban. Kaán Károly többek között őt bízta meg az 1914-re tervezett II. Nemzetközi Erdőgazdasági Kongresszus előkészítésével. Sajnos az első világháború lehetetlenné tette a Kongresszus összehívását. 1914-ben áthelyezték a besztercei Erdőigazgatóság központjába, ahol fontos műszaki feladatot kapott, az Aranyos-völgyi vasútvonal építési munkálataiba kapcsolódott be. Besztercén 1917. őszén erdőmérnökké nevezték ki. 1917-ben a Földművelésügyi Minisztériumban kapott állást. Eleinte a Faértékesítő Hivatalban dolgozott, majd Kaán Károly titkára lett. Közben elvégezte a Műegyetem közgazdászmérnöki szakát. 1923-ban főerdőmérnök lett. 1923-ban rendkívüli tanári címmel kinevezést kapott a Sopronban működő főiskolára. Erdőgazdasági politikát, majd 1926-tól erdészeti adminisztrációt, nemzetgazdaságtant, 1927-től erdészeti jogot oktatott. 1934-ben nyilvános rendes tanár lett. 1939-től a közgazdaságtant, majd 1940-től az erdészeti igazgatás című tantárgyakat is oktatta. 1951-ben nyugdíjba vonult. 1959-ig meghívott tanárként folytatta erdészeti jogi előadásáit.

## Művei
- Az erdőgazdasági politikai tanszék munka tervének és céljának ismertetése (1925)
- A magyar felsőbb erdészeti szakoktatás története és a mai rendszere (1927)
- Die Lage der ungarischen Fortswirtschaft und das neue Fortsgesetz (1935)
- A magyar erdőgazdaság története és mai helyzete (Sopron, 1936)
- Erdészeti szakművelésünk és felsőbb erdészeti szakoktatásunk történelmi alapjai (Sopron, 1940)
- Erdészeti jogunk kódexéhez (1942)
- A centenárium évszázada és az erdőgazdaság (1948)
- Általános üzemtani ismeretek (1951)
- Erdészeti jog (1952)
- Erdészeti enciklopédia (1954)
- A selmecbányai Erdészeti Tanintézet története (Sopron, 1958)
- Haladó erdőgazdasági törekvések a két világháború közötti korban (1962)